# Baruch Ivcher
Baruch Ivcher Bronstein (Hadera, 17 de febrero de 1940) es magnate multimillonario israelí que vive en Perú. Presidió el directorio del canal de televisión Frecuencia Latina durante los años 1990 y volviendo en la década del 2000, donde fue revocado momentáneamente tras las presiones del gobierno de Alberto Fujimori por las denuncias periodísticas contra Vladimiro Montesinos. Actualmente es presidente de Productos Paraíso, una empresa de colchones peruana.

## Biografía
Baruch Ivcher nació en Hadera, actual Israel, en ese entonces bajo el Mandato británico de Palestina. Estudió derecho en la Universidad Hebrea de Jerusalén, posteriormente abrió una oficina de abogados en Hadera. 
En el año 1970, se trasladó a Lima, Perú, donde él y su hermano Menahem abrieron una fábrica de colchones, Productos Paraíso. 
Se casó con Neomy Even con la cual tiene cuatro hijas, Dafna, Michal, Tal y Hadas. También tiene siete nietas: Danielle, Noa, Maya, Yael, Mia, Natalie, Ilanit, y Emma y un nieto: Alan.
A inicios de la década de 1980 se asoció con el cineasta Bernardo Batievsky y a empresarios como Remigio Morales Bermúdez, Samuel y Mendel Winter para formar la Compañía Latinoamericana de Radiodifusión, Latina, de la cual años después se hizo accionista mayoritario.
En 1996, Frecuencia Latina comenzó a transmitir los informes de investigación acerca de Vladimiro Montesinos, acusándolo de tener vínculos con escuadrones de la muerte y los traficantes de drogas. Después de los intentos de sobornar a Baruch Ivcher y pagarle $ 19 millones para permitir el seguimiento del programa de gobierno, la ciudadanía de Ivcher fue revocada y se vio obligado a exiliarse.
En julio de 1997, el caso fue presentado a la Comisión Interamericana de Derechos Humanos, que pidió al gobierno peruano que deje de acosar a Ivcher y violar su libertad de expresión, se le reintegre como presidente y director de Frecuencia Latina, e indemnizarlo por las falsas acusaciones en su contra. En 1999, el presidente Alberto Fujimori, objeto de las críticas de Ivcher, ofreció un pasaporte como solución al conflicto.
En el año 2000 Baruch Ivcher, apodado como «el Robert Maxwell peruano», recibió la orden de la comisión. Por ende, recuperó la presidencia del directorio de Latina, cargo que ejerció hasta el 19 de setiembre de 2013 luego de vender las acciones de su canal al Grupo Enfoca, grupo financiero de las empresas AFP del Perú. Destacó en la promoción de las producciones televisivas realizadas por Aldo Miyashiro, Susana Bamonde y Michelle Alexander, ganadoras del Effie de Oro.

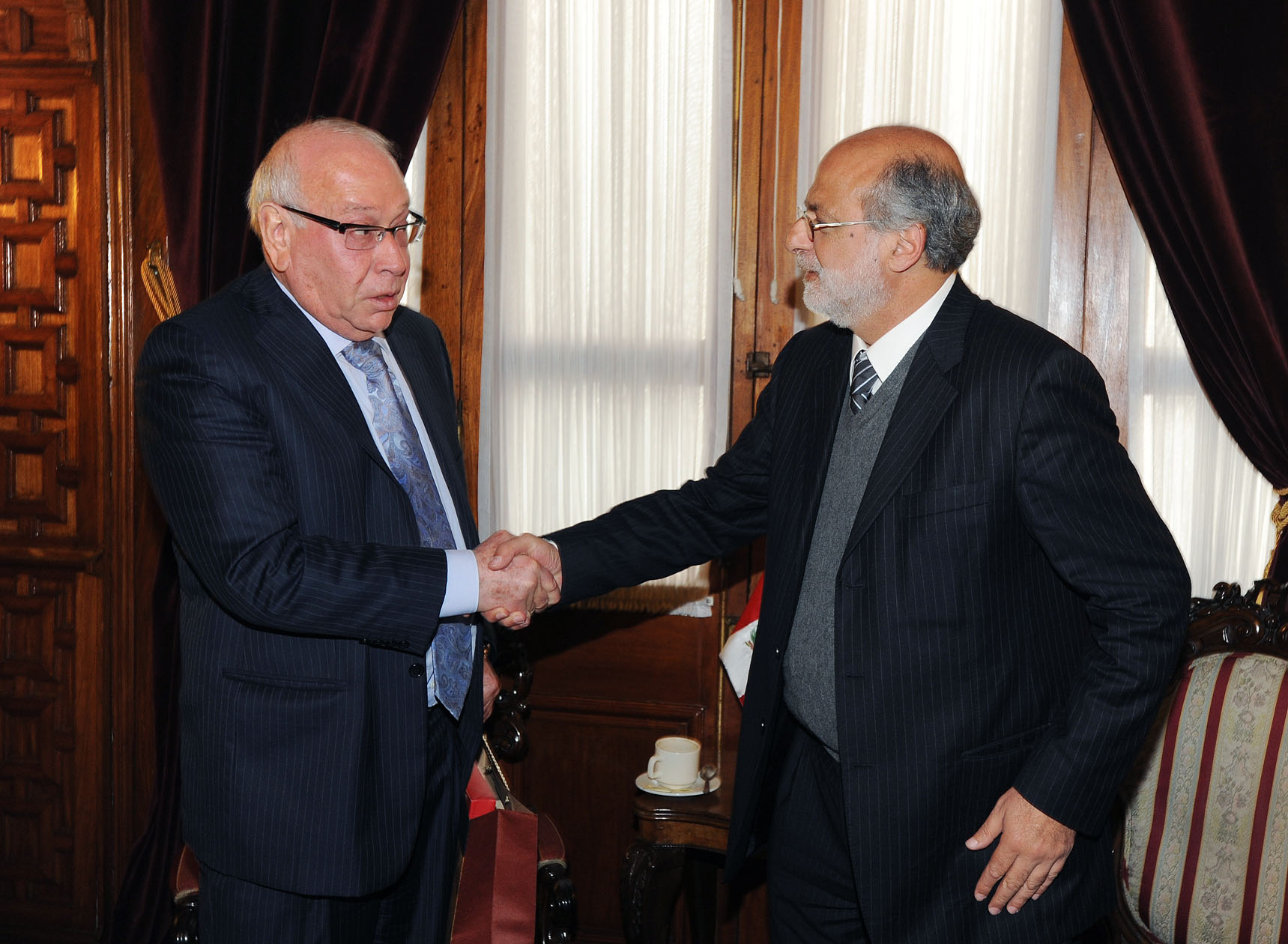
Baruch Ivcher reuniéndose con Daniel Abugattás, entonces presidente del Congreso de la República, en el año 2011.

En junio de 2022, el periódico económico The Marker estimó su fortuna en aproximadamente 360 millones de dólares, en su lista de las 500 personas más ricas de Israel.